# Gerhard Kunze
Gerhard Kunze (Chemnitz, 1922. október 16. – 2006. július 3.) német nemzetközi labdarúgó-játékvezető.

## Pályafutása

### Nemzeti játékvezetés
1958-ban lett a DDR-Oberliga játékvezetője. Az aktív nemzeti játékvezetéstől 1974-ben vonult vissza. Első ligás mérkőzéseinek száma: 197.

#### Nemzeti kupamérkőzések
Vezetett Kupa-döntők száma: 2.

##### NDK Kupa
| Időpont          | Helyszín                                | Mérkőzés típusa | Mérkőzés                     | Eredmény | Nézők száma |
| ---------------- | --------------------------------------- | --------------- | ---------------------------- | -------- | ----------- |
| 1962. június 10. | Ernst Thälmann Stadion, Karl-Marx-Stadt | döntő           | SC Chemie–SC Dinamo          | 3 : 1    | 10 000      |
| 1970. június 13. | Dynamo Stadion, Drezda                  | döntő           | FC Vorwarts–1. FC Lokomotive | 4 – 2    | 12 000      |

### Nemzetközi játékvezetés
A NDK (FDGB) Játékvezető Bizottsága (JB) terjesztette fel nemzetközi játékvezetőnek, a Nemzetközi Labdarúgó-szövetség (FIFA) 1963-tól tartotta nyilván bírói keretében. A FIFA JB központi nyelvei közül a németet beszélte. Több nemzetek közötti válogatott és klubmérkőzést vezetett vagy partbíróként szolgált. Az aktív nemzetközi játékvezetéstől 1973-ban búcsúzott. Válogatott mérkőzéseinek száma: 4. Nemzetközi kupamérkőzéseinek száma: 21.

#### Labdarúgó-Európa-bajnokság
Az európai labdarúgó torna döntőjéhez vezető úton Belgiumba az IV., az 1972-es labdarúgó-Európa-bajnokságra az UEFA JB kifejezetten partbíróként foglalkoztatta.

#### Skandináv Bajnokság
Nordic Championships/Északi Kupa labdarúgó tornát Dánia kezdeményezésére az első világháború után, 1919-től a válogatott rendszeres játékhoz jutásának elősegítésére rendezték a Norvégia, Dánia, Svédország részvételével. 1929-től a Finnország is csatlakozott a résztvevőkhöz. 1983-ban befejeződött a sportverseny.
| Időpont          | Helyszín               | Mérkőzés típusa             | Mérkőzés            | Eredmény | Nézők száma |
| ---------------- | ---------------------- | --------------------------- | ------------------- | -------- | ----------- |
| 1970. június 17. | Városi Stadion, Bergen | csoportmérkőzés (1968-1971) | Norvégia–Finnország | 2 – 0    | 12 887      |

#### Nemzetközi kupamérkőzések
Vezetett Kupa-döntők száma: 1.

##### Vásárvárosok kupája
Az UEFA JB elismerve szakmai felkészültségét, megbízta a döntő mérkőzés második találkozóját. A tornasorozat 22. döntőjének – 5. svájci – bírója.
| Időpont           | Helyszín                 | Mérkőzés típusa        | Mérkőzés                  | Eredmény | Nézők száma |
| ----------------- | ------------------------ | ---------------------- | ------------------------- | -------- | ----------- |
| 1970. április 28. | Highbury Stadion, London | második döntő mérkőzés | Arsenal FC–RSC Anderlecht | 3 : 0    | 51 612      |

##### Kupagyőztesek Európa-kupája
1972–1973-as kupagyőztesek Európa-kupája  második fordulójában dirigálta a magyar érdekeltségű mérkőzést.
| Időpont           | Helyszín         | Mérkőzés típusa           | Mérkőzés                        | Eredmény |
| ----------------- | ---------------- | ------------------------- | ------------------------------- | -------- |
| 1972. november 8. | AXA Arena, Prága | előselejtező (2. forduló) | AC Sparta Praha–Ferencvárosi TC | 4 – 1    |

## Sportvezetőként
Aktív pályafutását követve 1986-ig az északkeleten-német Játékvezető Bizottság (JB) elnöke, játékvezető ellenőre.